# Sinfonía en sol menor (Schumann)

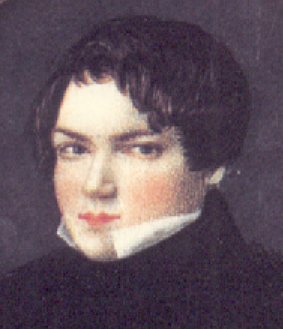
Robert Schumann en 1830.

La Sinfonía en sol menor, WoO 29, también conocida como "Zwickau", "Zwickauer" o "Jugendsymphonie" (Sinfonía de juventud), es una obra sinfónica inacabada de Robert Schumann, sobre la que trabajó entre octubre de 1832 y mayo de 1833.

## Historia
Una década antes de terminar cualquier otra obra orquestal completa, Schumann se adentró en la forma sinfónica. A principios de la década de 1830 trabajó en esbozos para una ópera basada en la obra teatral Hamlet de William Shakespeare. Aunque el proyecto no fructificó, el compositor aprovechó estos esbozos junto con otro material nuevo para elaborar los dos primeros movimientos de una sinfonía en sol menor y borradores para otros dos movimientos antes de abandonar también este proyecto. Esta sinfonía constituía a la vez un homenaje a Beethoven y una manifestación de su propio genio emergente. Como todos sus contemporáneos, salvo unos pocos, Schumann se sentía intimidado por Beethoven, sobre todo en sus comienzos.
El sobrenombre de "Zwickau" proviene de la ciudad natal del músico, donde fue interpretado el primer movimiento de la sinfonía en la Gewandhaus el 18 de noviembre de 1832. En ese concierto la futura esposa de Schumann, Clara Wieck, que era entonces una joven de trece años fue la encargada de tocar el piano. Clara hizo que se interpretara también una de sus propias composiciones, el Scherzo para orquesta, que en la actualidad está perdido. El 18 de febrero de 1833 tuvo lugar una nueva representación en Schneeberg. Schumann había revisado el primer esbozo al que había añadido un segundo movimiento, que nunca se interpretó en vida del compositor. Una tercera interpretación del primer movimiento revisado tuvo lugar, de nuevo en un concierto de Clara Wieck, el 29 de abril de 1833 en la Gewandhaus de Leipzig.
La primera publicación de la Sinfonía en sol menor, también llamada "Sinfonía de Zwickau" o "Sinfonía de juventud", fue realizada en 1972 por la editorial alemana Edición Peters en una adaptación del director de orquesta suizo Marc Andreae. Los diversos borradores enumerados en el catálogo razonado de Margit L. McCorkle se publicaron en 2014 como Anexo 3 de la Neuen Robert Schumann Gesamtausgabe, editada por Matthias Wendt. Según la numeración elaborada por Hofmann y Keil, la Sinfonía en sol menor figura como obra sin número de opus (WoO) con el número 29.

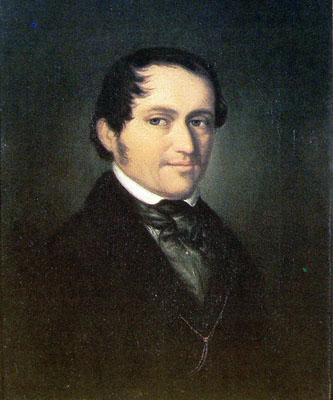
Friedrich Wieck

Tras el estreno en Zwickau, Friedrich Wieck escribió en el diario de su hija:

«El primer movimiento de la Sinfonía de Schumann fue presentado, pero no comprendido. Causó, al menos para ese público, muy escaso efecto. Pero está bien construido y concebido, aunque con muy poca instrumentación.»

Apenas dos meses después de la representación en Leipzig, Schumann escribió a su madre:

«Mi sinfonía [...] me ha granjeado muchos amigos entre los mayores conocedores del arte [...]»

## Instrumentación
La partitura está escrita para una orquesta tradicional de la época formada por:
- Viento madera: 2 flautas, 2 oboes, 2 clarinetes, 2 fagotes.
- Viento metal: 2 trompas, 2 trompetas, 3 trombones.
- Percusión: timbales, glockenspiel o/y campanas tubulares.
- Cuerda: una sección de cuerdas con violines I y II, violas, violonchelos y contrabajos.

## Estructura y análisis
La sinfonía consta de los siguientes movimientos completos:
- I. Allegro molto, en sol menor 3
4
- II. Andantino quasi allegretto, en si menor 2
4

La interpretación de la obra dura aproximadamente 20 minutos. En los meses previos a la composición de esta sinfonía, Schumann había estudiado y transcrito la música de Beethoven, cuya influencia se deja sentir en los dos primeros movimientos, especialmente en el uso de motivos breves en lugar de melodías completas en el primer movimiento y en los ritmos solemnes del segundo, que recuerdan al movimiento lento de la Sinfonía n.º 7 de Beethoven.  

### I.Allegro molto
El primer movimiento, Allegro molto, está escrito en la tonalidad de sol menor y en compás de 3/4. Se trata de un movimiento oscuro y contundente, que recuerda a Beethoven en estructura y carácter. Sigue la forma sonata y comienza con una cadencia de tónica dominante antes de que empiece el tema principal, marcado por ritmos con puntillo y síncopas. El tema secundario está en si bemol mayor. El material temático de este movimiento muestra una afinidad con el ciclo Papillons, Op. 2, que acababa de completar. Es sorprendentemente hábil, especialmente dada la infundada baja estima de Schumann como sinfonista y orquestador. El oyente familiarizado con sus otras piezas sinfónicas escuchará la influencia de Beethoven transmitida a través del incipiente talento del joven Schumann. Asimismo, insinúa a otro de sus potentes contemporáneos, Hector Berlioz, aunque está ausente de sus arriesgadas modulaciones y sus ritmos trepidantes. El final del movimiento, sin embargo, es puro Berlioz.

### II.Andantino quasi allegretto
El segundo movimiento, Andantino quasi allegretto, está en si menor y en compás de 2/4. Adopta la forma de canción a tres voces, que combina un movimiento lento con un scherzo con una parte central que forma un intermezzo quasi scherzo. Recibe el rimbombante apelativo de Andantino quasi allegretto - Intermezzo quasi scherzo: Allegro assai - Andantino, contiene pasajes que encajan con todas estas descripciones y emerge como una especie de mezcla de estilos, aunque agradable y hábilmente realizada. Aunque sólo dura unos ocho minutos, el movimiento se extiende y se precipita hacia una conclusión abrupta, dejando clara la evidente intención del autor de culminar esta sinfonía con un tercer y un cuarto movimiento. La incipiente obra, amateur y pesada, muestra a Schumann como un compositor sinfónico en ciernes y mucho más competente en la proyección emocional y la orquestación sinfónica de lo que comúnmente se supone. La pieza es una magnífica muestra de los primeros esfuerzos de un compositor brillante.
De los movimientos 3 y 4 sólo quedan fragmentos.

## Discografía selecta
- 1998 – Schumann: Sinfonías completas. John Eliot Gardiner, Orquesta de la Revolucionaria y Romántica (Archiv Produktion 457591).
- 2008 – Schumann: Sinfonía n.º 1; Oberturas. Thomas Dausgaard, Orquesta de Cámara Sueca (BIS 1569).
- 2014 – Schumann: Obras sinfónicas. Frank Beermann, Robert Schumann Philharmonie (CPO 777719).